# Aix-la-Chapelle
Pour les articles homonymes, voir Aix et La Chapelle.
 (décembre 2024).
 (décembre 2024).
Si vous disposez d'ouvrages ou d'articles de référence ou si vous connaissez des sites web de qualité traitant du thème abordé ici, merci de compléter l'article en donnant les références utiles à sa vérifiabilité et en les liant à la section « Notes et références ».

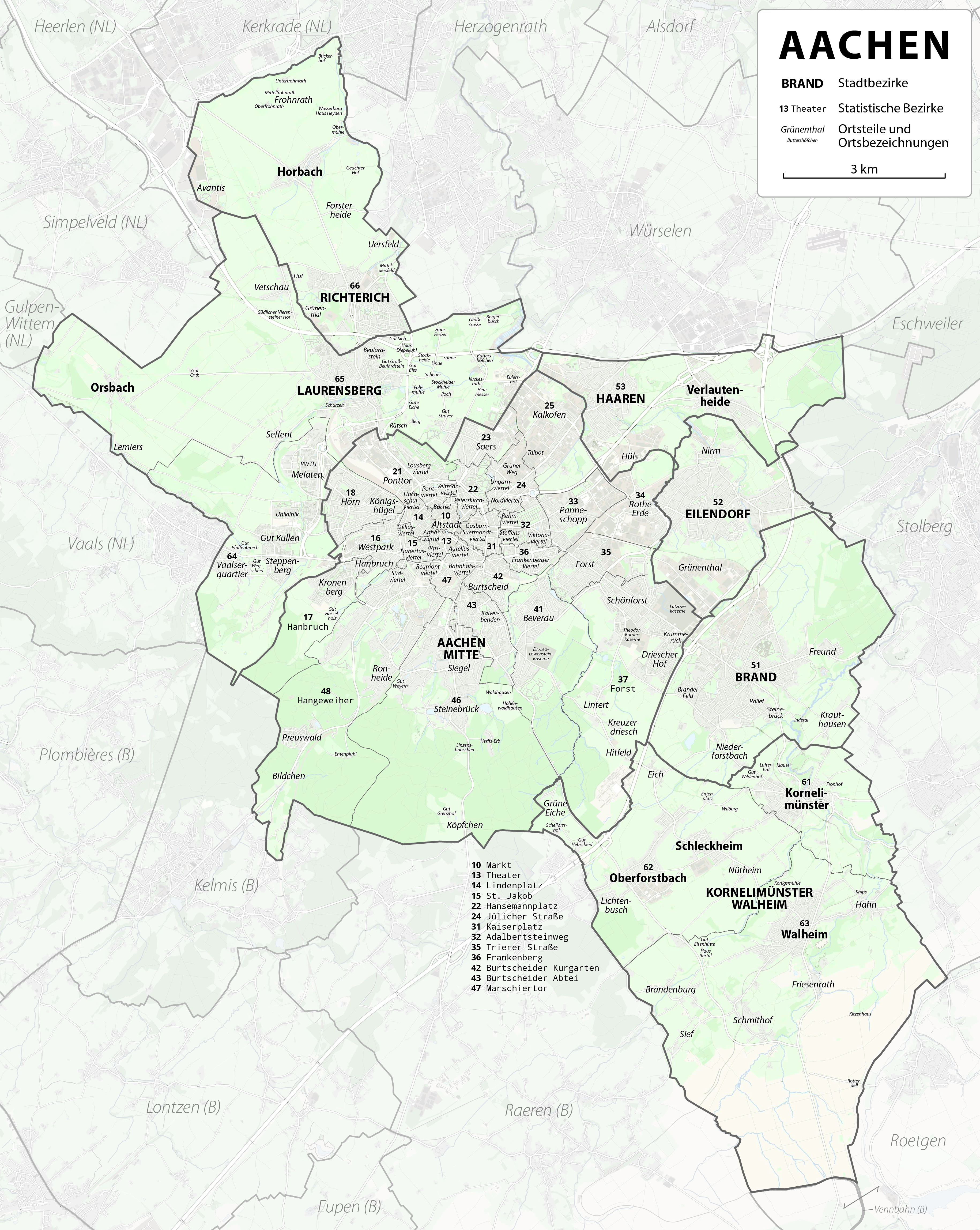

Aix-la-Chapelle [ɛks la ʃapɛl] (en allemand Aachen [ˈaːχn̩] , en francique ripuaire Oche [ˈɔːxə]) est une ville d'Allemagne située dans le Land de Rhénanie-du-Nord-Westphalie. Ses habitants sont les Aixois et les Aixoises (Aachener en allemand).
Son centre-ville se situe à 5 km de la jonction des frontières de l'Allemagne, des Pays-Bas et de la Belgique, où l'extrémité ouest de son territoire rejoint les communes belge de Plombières (section de Gemmenich) et néerlandaise de Vaals. C'est la ville la plus à l'ouest de l'Allemagne. Au sud commence l'Eifel.
Il y est parlé un dialecte de la langue régionale francique ripuaire qui s'appelle Öcher Platt.
L'étymologie de Aix-la-Chapelle vient du latin aquis (ablatif pluriel de « eau »), pour Aix, et capella (désignant le manteau de saint Martin) pour Chapelle, la relique étant conservée dans l'édifice homonyme construit par Charlemagne de 787 à 797 (d'où il contrôlait son empire).
Aix-la-Chapelle est connue comme ville de résidence de Charlemagne, comme capitale de l'Empire carolingien au IXe siècle, pour les couronnements d'empereurs et aujourd'hui pour sa station thermale et son université technique, l'École supérieure polytechnique de Rhénanie-Westphalie.

## Histoire
| Appartenances historiques Empire romain (124–293) Empire romain d'Occident (293–476) Royaume mérovingien (481–751) Empire carolingien (754–962) Saint-Empire (962–1166) Saint-Empire (Ville libre) 1166-1797 République cisrhénane (Roer) 1797-1802 République française (Roer) 1802-1804 Empire français (Roer) 1804-1815 Royaume de Prusse (grand-duché du Bas-Rhin) 1815-1822 Royaume de Prusse (province de Rhénanie) 1822-1918 Empire allemand 1871-1918 République de Weimar 1918-1933 Reich allemand 1933-1945 Allemagne occupée 1945-1949 Allemagne de l'Ouest 1949-1990 Allemagne 1990-présent |

### Proto-histoire et Antiquité
Le site est occupé depuis le néolithique. La cuvette d'Aix-la-Chapelle, drainée par le ruisseau Wurm, présente de nombreuses sources qui en font une zone marécageuse. Les hauteurs (le Lousberg) sont aussi occupées par les premiers hommes. Des carrières attestent de leur présence. Les Celtes et les Romains s'intéressèrent aux sources chaudes : selon la tradition, la ville fut fondée par le Romain Grenus, sous Hadrien, vers l'an 124, le nom pourrait aussi venir du dieu Grannos. Des bains d'un camp militaire romain du Ier siècle y ont été découverts. Le mot latin aquis est devenu en français aix (Aix-en-Provence et Aix-les-Bains étant aussi des villes d'eaux romaines).

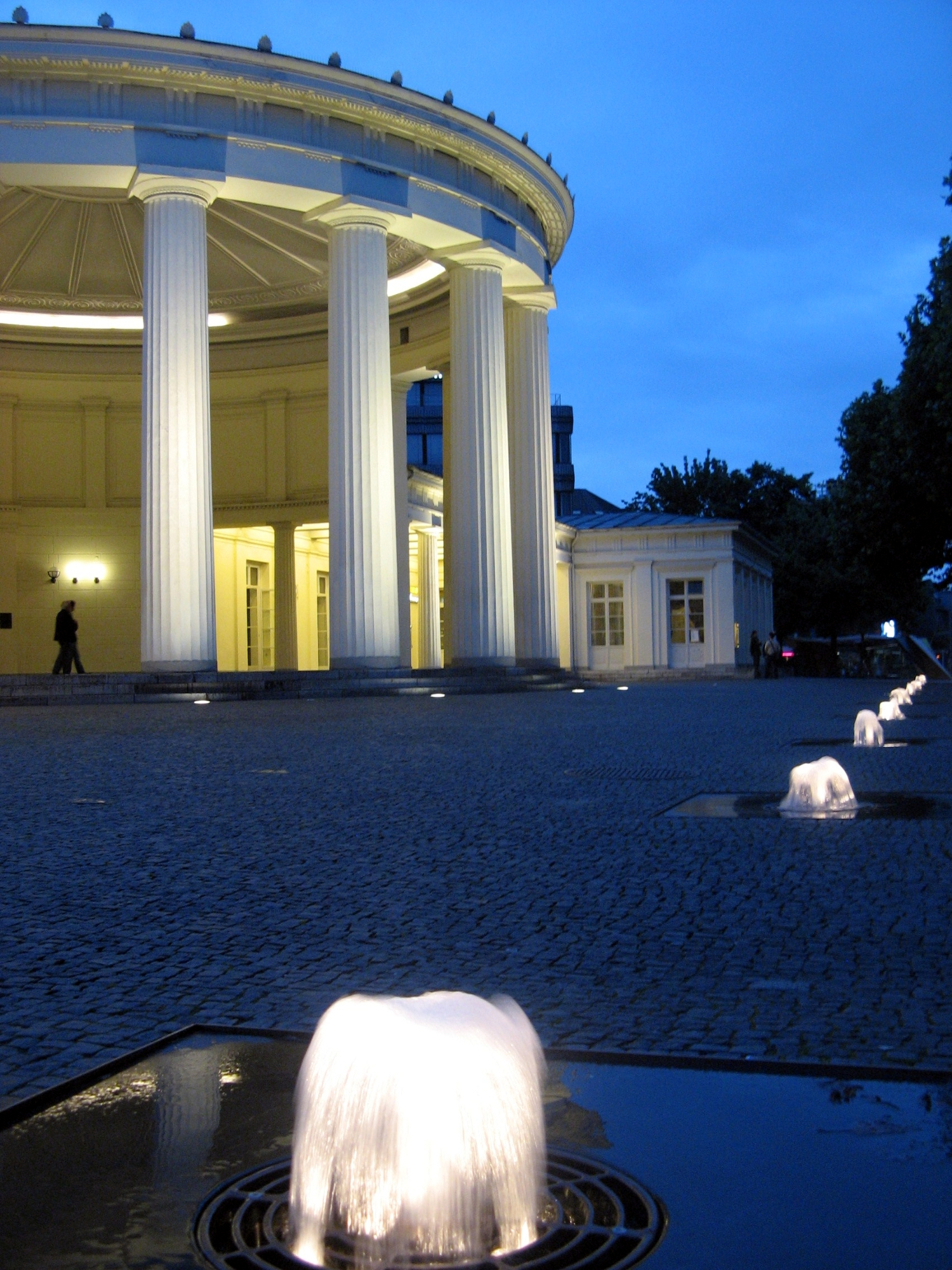
Elisenbrunnen (fontaine d'Élise), ensemble architectural bâti autour de l'une des sources chaudes.

### Moyen Âge
Le roi franc Pépin le Bref bâtit un château à Aix. Le premier document écrit sur la ville (765) la mentionne comme Aquis villa ; par la suite apparaît le nom Aquae Granni. Son fils Charlemagne apprécia l'endroit et en fit son lieu de résidence et la capitale de l'empire, construisant un palais dont la magnifique chapelle allait devenir la cathédrale. Selon l'historien Jacques Bainville, Charlemagne aurait choisi d'y fixer sa résidence car cette ville est située à mi-chemin entre l'Elbe et la Loire, ce qui en faisait un point stratégique pour contrôler son empire. Il s'agit dès lors plus d'un « poste de surveillance » que d'une véritable capitale. En 802, c'est à Aix qu'arrive l'éléphant blanc, offert par le calife de Bagdad Harun ar-Rachid à l'empereur qui l'appelle Abul-Abbas. À sa mort en 814, Charlemagne est enterré dans la chapelle palatine.
Plusieurs conciles régionaux se sont tenus à Aix-la-Chapelle de 799 à 861 (voir concile d'Aix-la-Chapelle).
En 936, le roi de Germanie, Otton Ier, fils de Henri Ier, fut couronné dans la cathédrale. Les empereurs du Saint-Empire romain germanique furent couronnés à Aix pendant 600 ans, le dernier étant Ferdinand Ier en 1531. Au Moyen Âge, Aix était l'une des plus grandes villes de l'empire, mais elle n'eut ensuite qu'une importance régionale. Après la destruction de Dinant par Charles le Téméraire, en 1466, de nombreux dinandiers wallons, comme les familles Amya, Momma ou Byda, se sont réfugiés à Aix et y ont développé une industrie florissante.

### Époque moderne
Aix-la-Chapelle resta ville libre d'Empire jusqu'en 1792, quand Dumouriez s'en empara ; prise et reprise depuis, elle resta aux Français de 1794 à 1814 et devint sous le Premier Empire le chef-lieu du département de la Roer. Après la conquête prussienne en janvier 1814, Aix-la-Chapelle fut intégré au royaume de Prusse par le traité de Paris du 30 mai 1814. Aix-la-Chapelle fut chef-lieu du district d'Aix-la-Chapelle (en allemand : Regierungsbezirk Aachen) du grand-duché du Bas-Rhin (1816-1822), puis de la province de Rhénanie (1822-1945) et, enfin, de Rhénanie-du-Nord-Westphalie (1946-1972). À partir du 1er janvier 1972, Aix-la-Chapelle fut nominalement chef-lieu de l'arrondissement d'Aix-la-Chapelle (Kreis Aachen) mais sans en faire partie. L'arrondissement d'Aix-la-Chapelle est dissous le 21 octobre 2009, date de l'entrée en vigueur de la loi portant création de la région urbaine d'Aix-la-Chapelle (Gesetz zur Bildung der Städteregion Aachen) du 26 février 2008. L'arrondissement d'Aix-la-Chapelle fusionne par conséquent avec la ville d'Aix-la-Chapelle pour former la Städteregion Aachen, dont Aix-la-Chapelle est depuis le chef-lieu.

### Traités d'Aix-la-Chapelle
Quatre traités célèbres, dits traités d'Aix-la-Chapelle, y furent signés :
- la paix de 1668, entre l'Espagne et Louis XIV, qui assura à la France la possession de la Flandre ;
- la paix de 1748, qui termina la guerre de Succession d'Autriche : la France restituait ses conquêtes dans les Pays-Bas et la Savoie, et obtenait pour l'infant don Philippe, gendre de Louis XV, le duché de Parme et Plaisance ;
- le traité de 1818, venant conclure le congrès où la Sainte-Alliance abrégea le temps de l'occupation de la France ;
- le traité de 2019, qui renforça le couple franco allemand et amorce l'accession de l'Allemagne à un siège permanent au conseil de sécurité des Nations unies.

### Seconde Guerre mondiale
En tant que ville située sur l'extrême frontière Ouest, Aix-la-Chapelle subit la guerre de manière particulièrement importante. En juillet 1941, une première attaque aérienne s'abattit sur la ville, quatre autres suivirent.
Le 21 octobre 1944, au bout de six semaines de combats, la ville fut la première ville allemande à tomber face aux armées alliées (armée américaine) après la bataille d'Aix-la-Chapelle.

## Politique et administration

### Jumelages
- Montebourg (France) : la ville de Montebourg est jumelée depuis 1960 avec la commune de Walheim (de), intégrée à Aix-la-Chapelle en 1972, alors le plus ancien jumelage aixois.
- Reims (France) depuis le 28 janvier 1967
- Halifax-Calderdale (Royaume-Uni) depuis le 14 novembre 1979
- Tolède (Espagne) depuis le 26 janvier 1985
- Ningbo (Chine) depuis le 25 octobre 1986
- Naumbourg (Allemagne) depuis le 30 mai 1988
- Comté d'Arlington (États-Unis) depuis le 17 septembre 1993
- Le Cap (Afrique du Sud) depuis 1999
- Kostroma (Russie) depuis le 9 juin 2005
- Rosh HaAyin (Israël) depuis le 12 mai 2007
- Sarıyer (Turquie) depuis 2013

## Population et société

### Enseignement
- Universités :
  - Université technique de Rhénanie-Westphalie à Aix-la-Chapelle, Rheinisch-Westfälische Technische Hochschule Aachen, RWTH
  - Institut universitaire de technologie d'Aix-la-Chapelle, Fachhochschule, FH
  - Branche du conservatoire de musique de Cologne
  - Institut universitaire de technologie catholique, Katholische Fachhochschule

### Manifestations culturelles et festivités
Chaque année au mois de mai, le prix international Charlemagne (Karlspreis) est remis à une personnalité qui a œuvré pour la cause européenne.
En 2006, la ville a accueilli les jeux équestres mondiaux. Le CHIO allemand (Concours Hippique International Officiel) s'y déroule également chaque année en été.
Tous les sept ans, des personnes effectuent un pèlerinage (Die Aachener Heiligtümer). Les reliques reposant dans le Marienschrein (la châsse de la Sainte Vierge Marie) dans la cathédrale sont montrées au public. Ces reliques seraient les langes de Jésus, la robe de la Sainte Vierge, le tissu dans lequel aurait été enveloppée la tête de saint Jean le Baptiste après sa décapitation ainsi que le tissu que le Christ aurait porté autour de la taille lors de la crucifixion.

Ostension de 2007
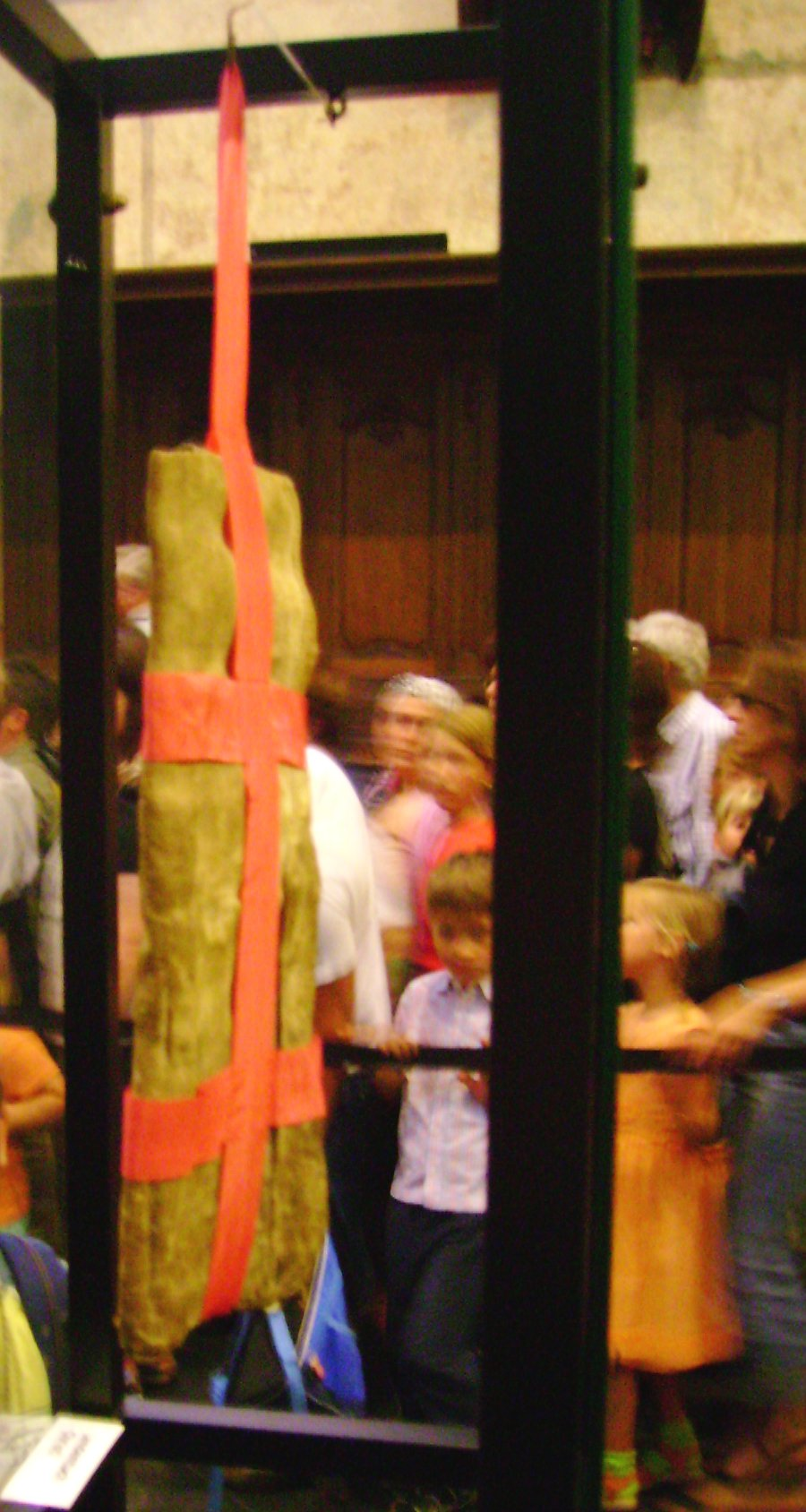
Pagne du Christ.
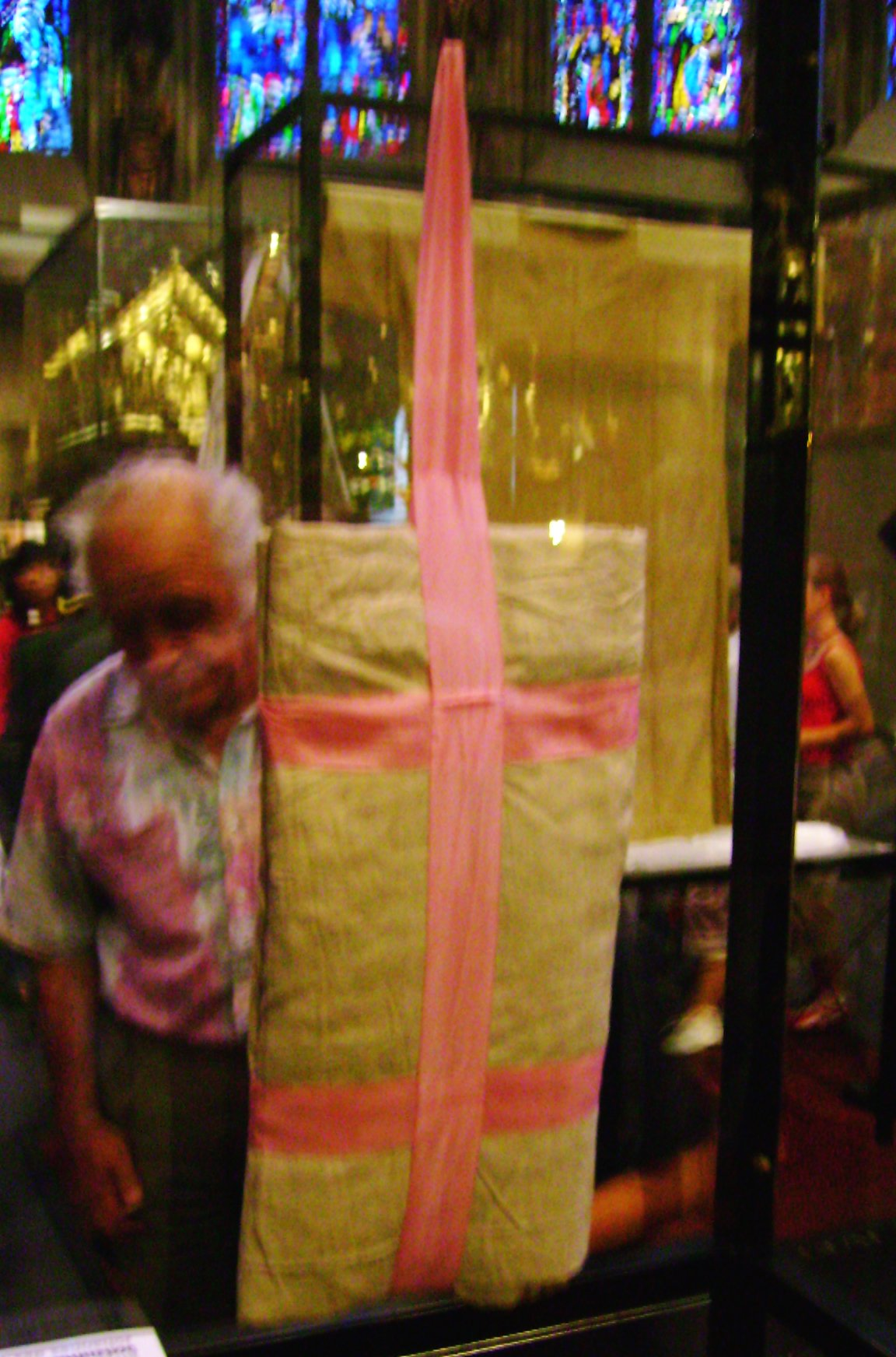
Linge entourant la tête de saint Jean le Baptiste.

### Sports

Entrainement pour la Ulla-Klinger-Cup 2021, une compétition de plongeon, à Aix-la-Chapelle. Novembre 2021.

- Football : Alemannia Aachen
- Jugger : Aixcalibur

## Économie
Aix-la-Chapelle possède un aéroport et se situe près d'un bassin houiller, auquel elle donne son nom (industries textiles laine, sidérurgie, industries chimiques, verrerie). La ville compte une usine de fabrication de pneumatiques du groupe allemand Continental AG.

## Culture locale et patrimoine

### Lieux et monuments
- Architecture religieuse

'"`UNIQ--templatestyles-0000000E-QINU`"'  - 1Cathédrale
  - 2Chapelle palatine
  - 3Abbaye de Kornelimünster
  - 4Église Saint-Michel
  - 5Église Saint-Adalbert d'Aix-la-Chapelle (de)
- Architecture civile

'"`UNIQ--templatestyles-0000000E-QINU`"'  - 1Théâtre
  - 2Gare centrale
  - 3Musée Suermondt-Ludwig
  - 4Hôtel de ville d'Aix-la-Chapelle
  - 5Elisenbrunnen

- Cathédrale, contenant les tombes de Charlemagne et Otton III (inscrite au patrimoine mondial de l'UNESCO)
- Chapelle palatine
- Palais d'Aix-la-Chapelle
- Théâtre d'Aix-la-Chapelle (Theater Aachen)
- Retable d'Aix-la-Chapelle ou Retable de la Passion (en allemand : Aachener Altar ou Passionsaltar)
- Musée Couven (en allemand : Couven-Museum)
- Musée Suermondt-Ludwig (en allemand : Suermondt-Ludwig-Museum)
- Ludwig Forum für Internationale Kunst (musée d'art moderne)
- Église Saint-Michel (Kirche St. Michael)
- Église Saint-Sauveur, reconstruite en 1886 en style néo-roman
- Vaalserberg, le tripoint Allemagne/Belgique/Pays-Bas
- Gare centrale d'Aix-la-Chapelle (en allemand : Hauptbahnhof Aachen)
- Neuer Tivoli (stade de football)
- Château Rahe
- Synagogue d'Aix-la-Chapelle
- Abbaye de Kornelimünster
- Hôtel de ville
- Forêt d'Aix-la-Chapelle (en)
- Trésor de la cathédrale d’Aix-la-Chapelle
- Centre-ville historique d'Aix-la-Chapelle (de)
- Ponttor (en) et Marschiertor (de) (anciennes portes de la ville)
- Elisenbrunnen (pavillon de la source d'Élise, une des sources d'eau chaude), construit par Karl Friedrich Schinkel
- Ehrenmal (monument aux Morts faisant partie des vestiges de l'enceinte médiévale)
- Elisabethhalle (piscines de style Art nouveau, encore en usage)
- Zoo Drimborner Wäldchen (parc zoologique), aujourd'hui Aachener Tierpark Euregiozoo (de)
- Cimetière de l'Est, monument protégé depuis 1988
- Les nombreuses sculptures qui sont disséminées à chaque coin de rue

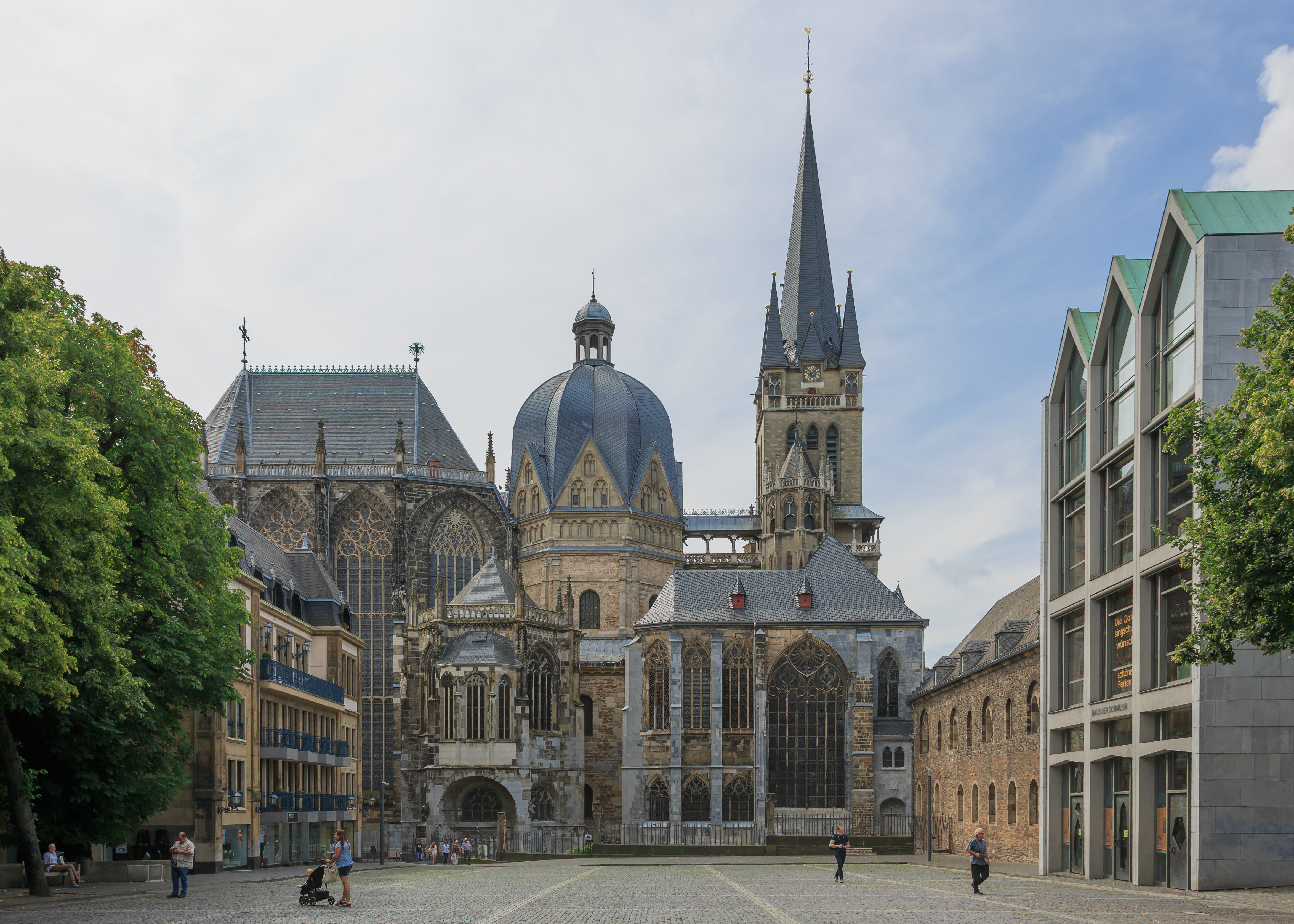
La cathédrale en 2007 (derrière le photographe : l'Hôtel de ville).
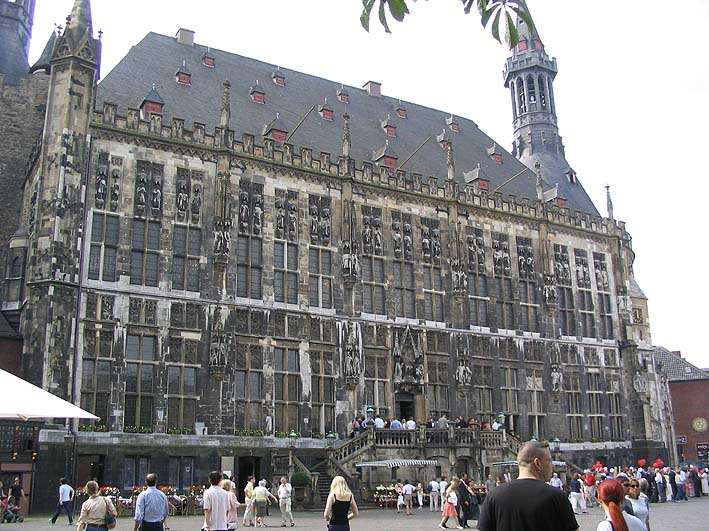
L'hôtel de ville, vu de la place du marché.
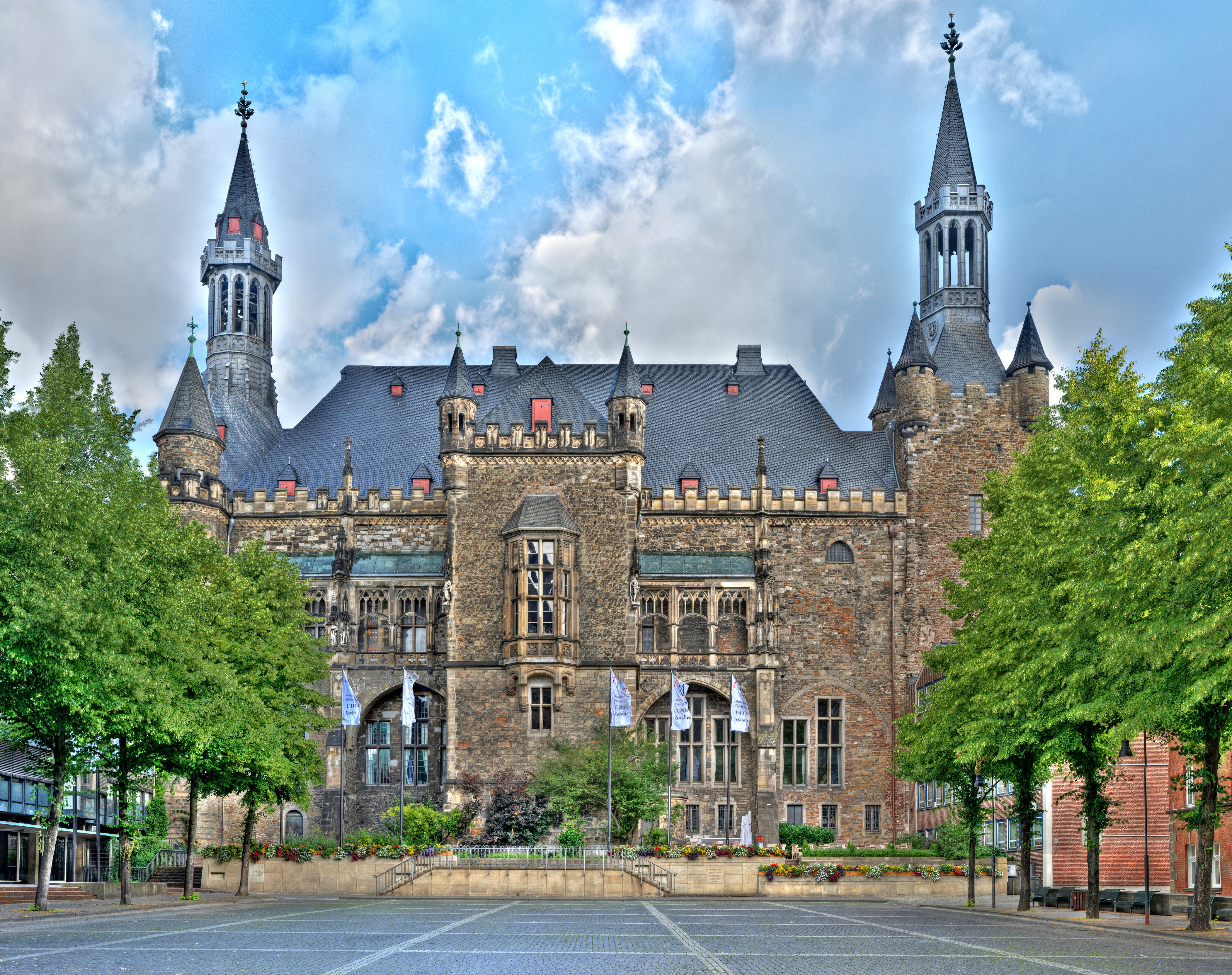
Autre vue de l'hôtel de ville (derrière le photographe : la cathédrale).
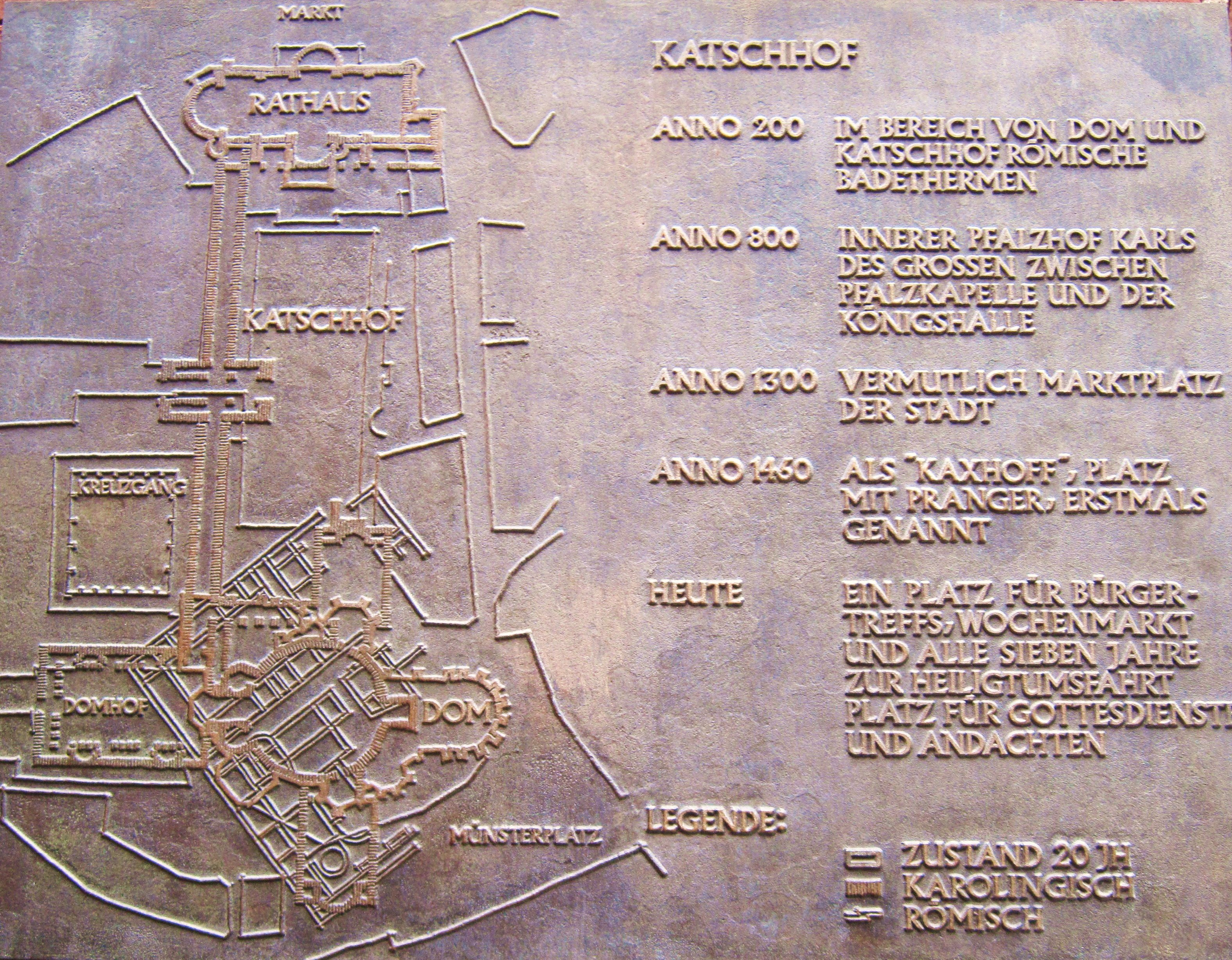
Le Katschhof ou cour intérieure du palais de Charlemagne à Aix-la-Chapelle.

#### Le palais de Charlemagne
Charlemagne fit d'Aix-la-Chapelle le siège de sa cour et de son royaume (le sedes regia) : ayant auparavant une vie semi-nomade comme tous ses prédécesseurs francs, il choisit une douzaine de palais pour y établir pendant quelques mois sa Cour itinérante, privilégiant Aix-la-Chapelle à partir de 790 avant d'y faire construire de 795 à 805 son palais qui devint sa résidence permanente dès 801. Son architecture s'inspire des traditions romaines et byzantines. Charlemagne y résida de 801 à sa mort en 814 ; il y est enterré.
Aix-la-Chapelle à la fin du VIIIe siècle était une station thermale antique fondée par les Romains. Selon Éginhard (qui a écrit le livre Vie de Charlemagne), Charlemagne la découvrit lors d'une partie de chasse. Comme il aimait la natation, il fit creuser une piscine où 100 personnes pouvaient se baigner à la fois. La situation géographique d'Aix-la-Chapelle dans le royaume carolingien fut un atout pour la ville. Le nouveau royaume franc était résolument axé sur le Rhin. Aussi, l'axe Rome / Aix-la-Chapelle était l'épine dorsale de l'Occident chrétien sous Charlemagne et Louis le Pieux. La disposition des bâtiments du palais était imposée par les fonctions : habitation, représentation, culte, économie. Il pouvait s'ajouter d'autres fonctions : administration, justice et école sans oublier la vie religieuse étroitement liée à la personne de l'Empereur : Aix-la-Chapelle cumulait toutes ces fonctions.
L'assemblée générale : les « Champs de mai » firent de la nouvelle capitale un haut lieu de la politique, de même que les assemblées : les conciles et les synodes. La justice royale se rendait dans la salle de juridiction du palais. La ville devint aussi une capitale intellectuelle. Aix-la-Chapelle fut considérée comme une nouvelle Athènes. Le palais comportait l'école palatine qui avait pour mission de former une nouvelle génération de comtes, d'administrateurs sachant lire et écrire. Elle disposait d'une importante bibliothèque.
Cette construction témoigne des richesses de Charlemagne mais aussi de la volonté d'originalité de l'empereur. Aix avait un plan général nouveau avec une ordonnance extérieure et un aspect intérieur originaux :
- Chapelle palatine d'Aix-la-Chapelle :
  - emprunts byzantins :
    - mosaïques
    - coupole centrales
    - C'est la basilique Saint-Vital (532-547) à Ravenne qui servit de modèle ; l'architecte adopta un plan octogonal et centré.

  - influences romaines :
    - la mosaïque au sol (d'un artiste inconnu cependant).
    - les chapiteaux corinthiens, qui sont pour certains des réemplois, c'est-à-dire des chapiteaux importés d'Italie.
    - Charlemagne serait, d'après Pierre Riché[réf. nécessaire], enterré dans un sarcophage antique.

  - La chapelle, témoin de la renaissance carolingienne : la salle voûtée préparait les cathédrales ; la décoration des grilles par des hélices, marguerites, tresses, cordelettes, entrelacs est carolingienne. Cet art de cour original eut un rayonnement dans tout le royaume carolingien car les prélats et les palatins voulurent imiter l'empereur.
- L'école palatine

La ville est centrée par rapport au reste de l'empire. Le besoin d'une capitale d'Empire, l'envie de rivaliser avec Byzance et l'ancienne Constantinople, la volonté d'indépendance face à Rome ont été des éléments déterminants pour son édification. Le palais devint le lieu de centralisation du pouvoir et la résidence favorite d'un grand prince. Louis le Pieux y resta comme son père, mais avec les partages territoriaux de l'empire, la capitale et le palais ne furent plus aussi prestigieux et symbolique qu'au temps de Charlemagne. Aix-la-Chapelle fut malgré tout encore un enjeu en 843 lors du traité de Verdun, preuve qu'elle avait marqué la dynastie carolingienne après Charlemagne.

### Personnalités liées à la ville
- Charlemagne, mort le 28 janvier 814 à Aix-la-Chapelle, roi des Francs et empereur.
- Benoît d'Aniane (750-821), réformateur du monachisme, mort à Aix-la-Chapelle.
- Johannes Smetius (1590-1651), ministre, collectionneur et archéologue néerlandais, né à Aix-la-Chapelle.
- Paul Aler (1654-1727), directeur du collège jésuite d'Aix-la-Chapelle.
- Laurenz Mefferdatis (1677-1748), architecte et maître d'œuvre baroque allemand, né à Aix-la-Chapelle.
- Johann Joseph Couven (1701-1763), architecte baroque allemand, né à Aix-la-Chapelle.
- Isabelle Brunelle (1724-1805), comtesse d'Harscamp, philanthrope née à Aix-la-Chapelle.
- Joachim François Mamert de Conzié (1736-1795), archevêque français de l'Ancien Régime, exilé à Aix-la-Chapelle.
- Marc-Antoine Berdolet (1740-1809), premier évêque d'Aix-la-Chapelle.
- Sébastien Simon (1749-1802), homme politique, juriste français et premier préfet du département de la Roer à Aix-la-Chapelle.
- Jean Denis François Camus (1752-1814), évêque nommé du diocèse d'Aix-la-Chapelle.
- Jean-Charles-Joseph Laumond (1753-1825), administrateur français et préfet du département de la Roer à Aix-la-Chapelle.
- Alexandre-Théodore-Victor, comte de Lameth (1760-1829), général et homme politique français, préfet du département de la Roer à Aix-la-Chapelle.
- Louis-Stanislas de La Trémoille (1767-1837), militaire et homme politique français, mort à Aix-la-Chapelle.
- Hyacinthe van der Fosse (1770-1834), homme politique et fonctionnaire du royaume uni des Pays-Bas, mort à Aix-la-Chapelle.
- Alexandre Edme, baron Méchin (1772-1849), haut fonctionnaire et homme politique français, préfet du département de la Roer à Aix-la-Chapelle.
- Franz Scholl (1772-1838), officier du génie autrichien, né à Aix-la-Chapelle.
- Charles-François de Ladoucette (1772-1848), juriste français, baron de l'Empire, dernier préfet du département de la Roer à Aix-la-Chapelle.
- Alexandre d'Aubremé (1776-1835), militaire et homme politique du royaume uni des Pays-Bas puis du royaume de Belgique, mort à Aix-la-Chapelle.
- Leonhard Aloys Joseph Nellessen (1783-1859), prêtre catholique allemand, partisan de l'ultramontanisme, né à Aix-la-Chapelle.
- Édouard Knecht (1789-1870), introducteur de la lithographie en France, né à Aix-la-Chapelle.
- Alfred de Croÿ-Dülmen (1789-1861), duc de Croÿ, prince du Saint-Empire et grand d'Espagne, homme politique, né à Aix-la-Chapelle.
- David Hansemann (1790-1864), marchand et banquier allemand, président de la chambre de commerce d'Aix-la-Chapelle.
- Athanase-Gustave-Charles-Marie de Lévis, marquis, puis duc de Mirepoix, marquis de Leran (1792-1851), homme politique français, né à Aix-la-Chapelle.
- Henriette d'Oultremont (1792-1864), maîtresse puis la seconde épouse du roi Guillaume Ier des Pays-Bas qui abdiqua pour pouvoir l'épouser, morte à Aix-la-Chapelle.
- Alphonse Vigoureux (1802-1854), architecte français, né à Aix-la-Chapelle.
- Delphine de Girardin, née Gay (1804-1855), écrivaine et journaliste française, née à Aix-la-Chapelle.
- Johannes Theodor Laurent (1804-1884), vicaire apostolique de Luxembourg, né à Aix-la-Chapelle.
- Arnold Förster (1810-1884), entomologiste allemand, né à Aix-la-Chapelle.
- Henri Victor Regnault (1810-1878), chimiste et physicien français, né à Aix-la-Chapelle.
- Pierre-Louis Kühnen (1812-1877), artiste-peintre allemand, né à Aix-la-Chapelle.
- Clara Fey (1815-1894), religieuse catholique allemande, fondatrice de la congrégation des sœurs du Pauvre Enfant Jésus, née à Aix-la-Chapelle.
- Paul Julius, baron von Reuter (1816-1899), journaliste et propriétaire de médias britannique d'origine allemande qui fonda la première Agence Reuters à Aix-la-Chapelle.
- Alfred Rethel (1816-1859), artiste-peintre allemand.
- Françoise Schervier (1819-1876), religieuse catholique allemande, fondatrice des sœurs des pauvres de Saint François et reconnue bienheureuse par l'Église catholique.
- Wilhelm Hauchecorne (1828-1900), géologue allemand, premier président de la Commission géologique de Prusse, né à Aix-la-Chapelle.
- Peter Bücken (1830-1915), artiste-peintre allemand.
- Louis Brassin (1836-1884), pianiste belge.
- Alphonse Joseph Charles Dubois (1839-1920), naturaliste belge.
- Otto Intze (1843-1904), ingénieur des travaux publics et professeur allemand.
- Marita Loersch (1853-1915), militante associative.
- Ludwig von Pastor (1854-1928), historien et diplomate autrichien.
- Otto Lehmann (1855-1922), physicien et cristallographe allemand, professeur à l'université d'Aix-la-Chapelle.
- Friedrich Schur (1856-1932), mathématicien allemand, professeur à l'université d'Aix-la-Chapelle.
- August Friedrich Carl von Brandis dit August von Brandis (1859-1947), artiste-peintre allemand.
- Maximilian von Sandt (1861-1918), juriste allemand et président du district d'Aix-la-Chapelle
- Philipp Lenard (1862-1947), physicien allemand d'origine austro-hongroise, prix Nobel de physique, professeur à l'université d'Aix-la-Chapelle.
- Georg Macco (1863-1933), artiste-peintre allemand.
- Wilhelm Rauscher (1864-1925), orfèvre allemand.
- Wilhelm Wien (1864-1928), physicien allemand, prix Nobel de physique, enseignant à l'université d'Aix-la-Chapelle.
- Arnold Sommerfeld (1868-1951), physicien théoricien allemand, professeur à l'université d'Aix-la-Chapelle.
- Hans Reissner (1874-1967), ingénieur, mathématicien et physicien allemand, professeur à l'université d'Aix-la-Chapelle.
- Johannes Stark (1874-1957), physicien allemand, prix Nobel de physique, professeur à l'université d'Aix-la-Chapelle.
- Otto Blumenthal (1876-1944), mathématicien allemand, professeur à l'université d'Aix-la-Chapelle.
- Georg Hamel (1877–1954), mathématicien allemand, professeur à l'université d'Aix-la-Chapelle.
- Leo Löwenstein (1879-1956), physicien et chimiste allemand.
- Theodore von Kármán (1881-1963), ingénieur et physicien hongro-germano-américain spécialisé en aéronautique.
- Walter Rogowski (1881-1947), physicien théoricien allemand.
- Wilhelm Worringer (1881-1965), historien d'art allemand, inventeur du terme expressionnisme en 1908.
- Hanns Bolz (1885-1918), peintre expressionniste et cubiste allemand.
- Emil Fahrenkamp (1885-1966), architecte allemand.
- Ludwig Mies van der Rohe (1886-1969), architecte allemand.
- Ewald Mataré (1887–1965), artiste-peintre et sculpteur allemand.
- Walter Grotrian (1890-1954), astronome et astrophysicien allemand.
- Heinrich Herrenbauer (1890-1945), écrivain allemand.
- Hermann Salmang (1890-1961), chimiste, à la fois métallurgiste et céramiste allemand.
- Walter Hasenclever (1890-1940), écrivain expressionniste allemand, mort au Camp des Milles.
- Paul van Kempen (1893-1955), chef d'orchestre néerlandais, chef de l'orchestre symphonique du théâtre d'Aix-la-Chapelle.
- Ivan Nikuradzé (1894-1979), ingénieur hydraulicien allemand d’origine géorgienne, professeur honoraire de l’Université technique d’Aix-la-Chapelle.
- Eggert Reeder (1894-1959), juriste allemand, SS-Gruppenführer et président du district d'Aix-la-Chapelle.
- Willi Domgraf-Fassbaender (1897-1978), baryton allemand.
- Edith Holländer-Frank (1900-1945), mère d'Anne Frank.
- Franz Oppenhoff (1902-1945), avocat allemand, maire d'Aix-la-Chapelle après la libération, assassiné le 25 mars 1945.
- Viktor Brack (1904-1948), ingénieur allemand nazi, condamné à mort pour crimes contre l'humanité en 1948.
- Ernst-Günther Schenck (1904-1998), médecin allemand et Standartenführer de la SS.
- Bodo von Borries (1905-1956), électrotechnicien allemand, professeur à l'université d'Aix-la-Chapelle.
- Herbert von Karajan (1908-1989), chef d'orchestre autrichien, chef de l'orchestre symphonique du théâtre d'Aix-la-Chapelle.
- Reinhold Münzenberg (1909-1986), joueur international de football allemand.
- Herbert Mataré (1912-2011), physicien allemand.
- Karl Otto Götz (1914-2017), artiste-peintre allemand.
- Herman Schwan (1915-2005), physicien germano-américain.
- Wolfgang Sawallisch (1923-2013), chef d'orchestre et pianiste allemand, chef de l'orchestre symphonique du théâtre d'Aix-la-Chapelle.
- Theo Hahn (1928-2016), minéralogiste et cristallographe allemand.
- Walter Steffens (1934-), compositeur allemand.
- Ernst Fürntratt-Kloep (1938-2007), psychologue allemand, professeur à l'université d'Aix-la-Chapelle.
- Heinrich Mussinghoff (1940-), évêque catholique d'Aix-la-Chapelle.
- Win Bischoff (1941-), homme d'affaires allemand, président de Citigroup, né à Aix-la-Chapelle.
- Armen Hakhnazarian (1941-2009), architecte, fondateur du Fonds de recherche sur l’architecture arménienne.
- Jean-François Monnard (1941-), chef d'orchestre suisse, chef de l'orchestre symphonique du théâtre d'Aix-la-Chapelle.
- Andreas Pavel (1945-), inventeur germano-brésilien.
- Heiner Monheim (1946-), géographe allemand.
- Ulrich Daldrup (1947-), homme politique (CDU) et expert en coopération internationale.
- Manfred Meurer (1947-2012), géographe allemand.
- Emil Ciocoiu (1948-2020), peintre et photographe roumain, exilé à Aix-la-Chapelle.
- Thomas Jordan (1949-), athlète allemand.
- Ursula « Ulla » Schmidt (1949-), femme politique allemande, ministre fédérale de la Santé.
- Kalle Del'Haye (1955-), footballeur allemand.
- Johannes Bündgens (1956-), évêque auxiliaire d'Aix-la-Chapelle depuis 2006.
- Michael Pappert (1957-), joueur allemand de basket-ball.
- Karl Borsch (1959-), évêque auxiliaire d'Aix-la-Chapelle depuis 2003.
- Georg Maas (1960-), scénariste et réalisateur indépendant allemand.
- Helmut Dieser (1962-), évêque catholique d'Aix-la-Chapelle depuis 2016.
- Claudia Felser (1962-), professeure allemande de physique et de chimie, spécialiste en science des matériaux, colauréate 2019 du Prix JamesMcGroddy pour les nouveaux matériaux décerné par l'American Physical Society (APS)[5].
- Sabine Verheyen (1964-), député européenne allemande.
- Lothar Koenigs (1965-), chef d'orchestre allemand.
- Stefan Weber (1967-), islamologue allemand, historien d'art et directeur du Musée d'art islamique de Berlin.
- Claudia Hürtgen (1971-), femme pilote automobile allemande.
- Jan Krüger (1973-), réalisateur de cinéma allemand.
- Tina Richter-Vietor (1975-2007), cavalière de concours complet.
- Philipp Maintz (1977-), compositeur allemand.
- Fabian Thylmann (1978-), homme d'affaires allemand.
- David Garrett (1980-), violoniste germano-américain.
- Uğur İnceman (1981-), footballeur turco-allemand.
- Matthias Flohr (1982-), handballeur allemand.
- Miryam Roper (1982-), judokate allemande.
- Michael Schweizer (1983-), coureur cycliste allemand.
- Antonios Antoniadis (1985-), homme politique belge germanophone.
- Ilka Semmler (1985-), joueuse de beach-volley allemande.
- Sebastian Bayer (1986-), athlète allemand pratiquant le saut en longueur.
- Tobias Wendl (1987-), lugeur allemand.
- Max Hartung (1989-), escrimeur allemand.
- Christina Klein « LaFee », chanteuse.
- Rebecca Mir, mannequin.
- Dorothee Oberlinger (de) (2 septembre 1969), flûtiste à bec.

### Littérature
- Victor Hugo l'évoque dans ses lettres fictives de récit de voyage Le Rhin (1842)[6].